# 亚当·纳尔逊
亚当·纳尔逊（英語：Adam Nelson，1975年7月7日—），美国男子田径运动员。他曾代表美国参加2000年、2004年和2008年夏季奥林匹克运动会田径比赛，共获得一枚金牌和一枚银牌。